# ترایفل
ترایفل یک دسر لایه لایه در آشپزی انگلیسی است. مواد اولیه این دسر عبارتند از یک لایه نازک از لیدی فینگر یا کیک اسفنجی خیس خورده، یک عنصر میوه‌ای (تازه یا ژله‌ای)، کاستارد و خامه زده شده که به ترتیب در یک ظرف شیشه‌ای لایه لایه چیده شده‌اند. محتویات یک ترایفل بسیار متغیر است و انواع مختلفی از آن وجود دارد، برخی کاملاً از میوه صرف نظر می‌کنند و در عوض از مواد دیگری مانند شکلات، قهوه یا وانیل استفاده می‌کنند. لایه‌های میوه و اسفنج ممکن است در ژله با طعم میوه معلق باشند و این مواد معمولاً طوری چیده می‌شوند که سه یا چهار لایه تشکیل دهند. دسر آماده شده را می‌توان با خامه زده شده یا به‌طور سنتی‌تر، با سس سیلاباب تزئین کرد.
نام ترایفل در قرن شانزدهم برای دسری مانند دلقک میوه‌ای استفاده می‌شد؛ در قرن هجدهم، هانا گلاس نوعی ترایفل مدرن و شناخته‌شده را ثبت می‌کند که شامل ژله ژلاتینی نیز می‌شود.

## تاریخچه

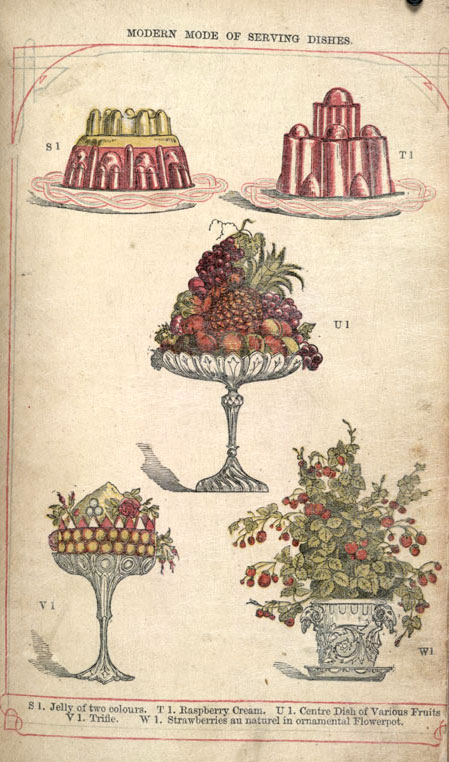
تصاویر از کتاب مدیریت خانه اثر ایزابلا بیتون، ۱۸۶۱

ترایفل در قرن شانزدهم در کتاب‌های آشپزی ظاهر شد. اولین استفاده از نام ترایفل در دستور پخت یک خامه غلیظ با طعم شکر، زنجبیل و گلاب، در کتاب آشپزی انگلیسی توماس داوسون در سال ۱۵۸۵ با عنوان «جواهرات همسران خوب» بود. این خامه غلیظ طعم‌دار «به آرامی مانند کاستارد پخته می‌شد و آنقدر خوشمزه بود که در یک کاسه نقره‌ای سرو می‌شد. ادعا می‌شود که این ترایفل‌های اولیه «از شیر بادام طعم‌دار قرون وسطی گرفته شده‌اند.» به گفتهٔ آنی گری، مورخ غذا، ترایفل‌های اولیه «بیشتر شبیه دلقک‌ها (میوه پوره شده مخلوط با خامه شیرین) بودند».

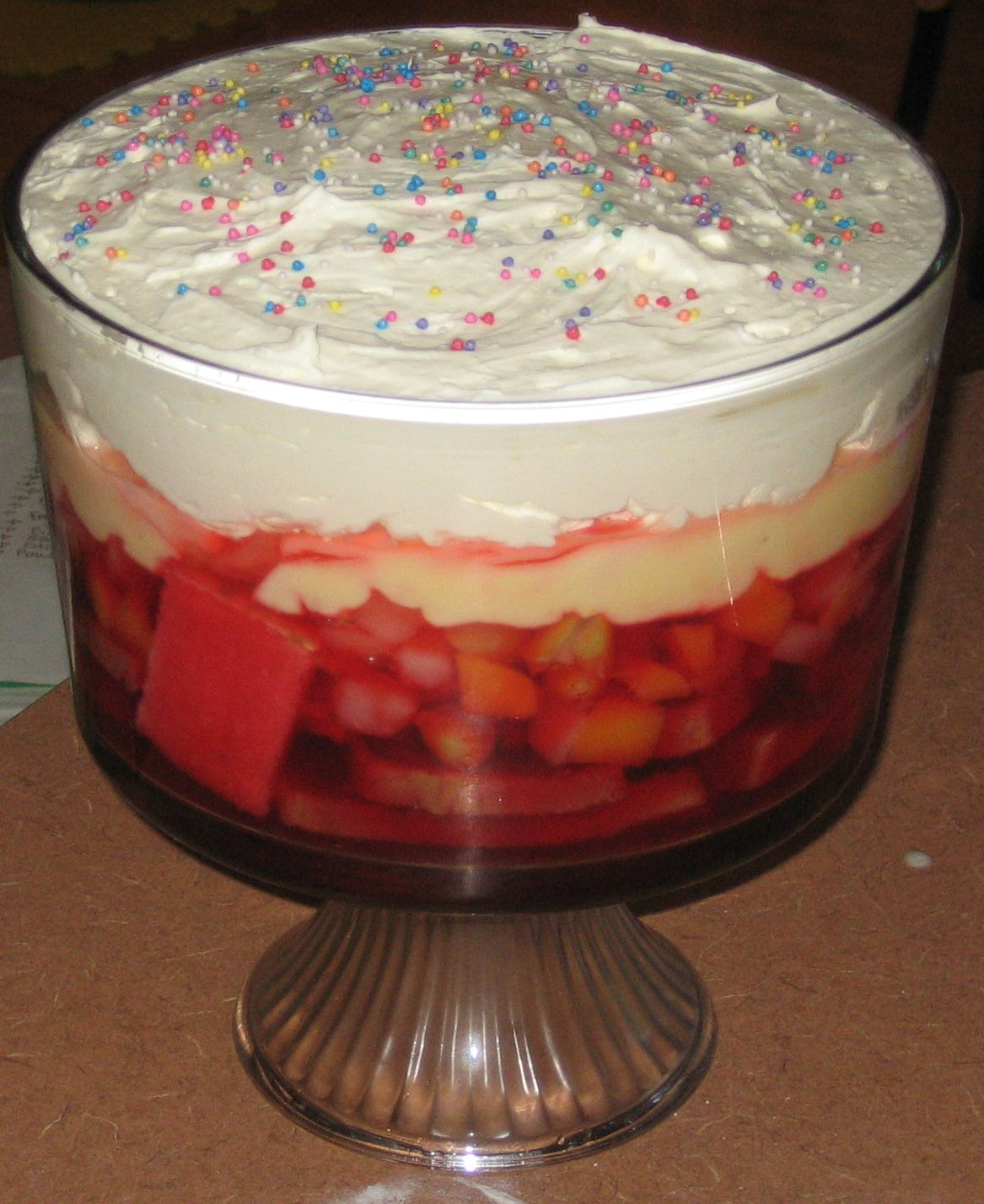
لایه‌های یک دسر ترایفل

## دسرهای مشابه
اسکاتلندی‌ها غذایی مشابه ترایفل دارند، به نام «تیپسی لیرد» که با درامبوی یا ویسکی درست می‌شود.
در ایتالیا، دسری شبیه به ترایفل و احتمالاً بر اساس آن، به عنوان زوپا شناخته می‌شود که به معنای واقعی کلمه «سوپ انگلیسی» است. تیرامیسو مشابه ترایفل تهیه می‌شود، اما میوه ندارد و در دستور اصلی آن، لیدی‌فینگر به جای الکل، در قهوه فرو برده می‌شود.